# Kornaczówka
Kornaczówka (ukr. Карначівка) – wieś na Ukrainie, w obwodzie tarnopolskim, w rejonie krzemienieckim.
Znajduje tu się przystanek kolejowy Kornaczówka, położony na linii Szepetówka – Tarnopol.
Przynależność administracyjna przed 1939 r.: gmina Wyszogródek, powiat krzemieniecki, województwo wołyńskie.

## Urodzeni w Kornaczówce
- Władysław Kański – polski wojskowy, major piechoty Wojska Polskiego, uczestnik kampanii wrześniowej[4].